# Charlie Daniels (piłkarz)
Charlie John Daniels (ur. 7 września 1986) – angielski piłkarz występujący na pozycji obrońcy w Bournemouth.